# La domenica specialmente
La domenica specialmente, es una coproducción italo-franco-belga dirigida en 1991 de Giuseppe Tornatore, Marco Tullio Giordana, Giuseppe Bertolucci y Francesco Barilli.

## Sinopsis
Se trata de un filme en cuatro episodios: 
- Il cane blue (Tornatore): Un perro azulado sigue a un hombre, el cual trata de quitárselo de encima sin conseguirlo. Finalmente se desembaraza de él, regalándoselo a su hermana. El perro se escapa y el hombre sale en su busca hasta que lo encuentra.
- La neve sul fuoco (Giordana): En una casa aislada por la nieve, una mujer mira por un agujero de la pared como su hija y su yerno hacen el amor. La mujer arrepentida se lo confiesa todo al cura y esta deja de espiarlos. Entonces las cosas cambian entre la pareja.
- La domenica specialmente (Bertolucci): Un hombre ama a una joven pero no es correspondido. Un domingo ella permanece en casa de un conocido, fuera de la casa el hombre se junta con otra joven, mientras que dentro de la casa, la mujer empieza a echar de menos al hombre.
- Le chiese di legno (Barilli): Tres iglesias de madera flotando en el agua se acercan a la playa. Los bañistas intentan acercarse a las iglesias, pero solo un joven es capaz de alcanzar una de ellas.